# Jaroslav Selner (politik)
Jaroslav Selner (* 2. září 1951) je bývalý český a československý politik, po sametové revoluci poslanec Sněmovny národů Federálního shromáždění za Občanské fórum, později za ODS.

## Biografie
Ve volbách roku 1990 zasedl do české části Sněmovny národů Federálního shromáždění (volební obvod Jihočeský kraj) za OF. Po rozkladu OF v roce 1991 přešel do poslaneckého klubu Občanské demokratické strany. Ve Federálním shromáždění setrval do voleb roku 1992.
V komunálních volbách roku 2002, komunálních volbách roku 2006 i komunálních volbách roku 2010 neúspěšně kandidoval do zastupitelstva města Vodňany za ODS. Profesně je uváděn jako geodet.